# Eliminatórias Universitárias de Futebol Americano

Logo do College Football Playoff.

As Eliminatórias Universitárias de Futebol Americano (College Football Playoffs, CFP, em inglês) são um conjunto de jogos da pós-temporada do torneio de futebol americano universitário, sob a  National Collegiate Athletic Association (NCAA), disputada entre as universidades da Divisão I da mesma liga (NCAA's Division I Football Bowl Subdivision). São disputados anualmente. Os playoffs começaram a ser disputados na temporada de 2014. Quatro equipes jogam em dois jogos semifinais, os vencedores avançando para a o jogo que define o campeão nacional (jogo chamado de College Football Playoff National Championship).
O CFP representa a primeira vez em que times da liga universitária enfrentam-se na pós-temporada em um sistema de playoffs. Um comitê composto por 13 membros tem a responsabilidade de selecionar os quatro times que participarão dos jogos. Isso difere dos sistema usual, em que programas de computador comparam dados e rankings para selecionar os participantes do Bowl Championship Series (BCS), formato usado de 1998 a 2013. O novo formato é parte de uma idéia que se tornou popular como uma alternativa para o BCS, após as temporadas de 2003 e 2004 terminarem em polêmica.
Os dois semifinal jogos de rodar entre os seis principais jogos finais (Bowl Games), conhecidos como os Seis do Ano Novo (New Year's Six). Representando seis das dez mais antigas taças, com uma longa história de escolher apenas as melhores equipes do país umas contra as outras: Rose, Sugar, Orange, Cotton, Fiesta, e Peach bowls. As semifinais são agendadas, em geral, para o último sábado ou sexta-feira do ano, ou no Dia de Ano Novo. A final é disputada na primeira segunda-feira seis ou mais dias após as semifinais. O local da final é selecionado com base em propostas apresentadas pelas cidades, semelhante ao Super Bowl ou NCAA Final Four. O vencedor é premiado com o troféu de campeão das eliminatórias universitárias nacionais (College Football Playoff National Championship Trophy). Encomendou-se um novo troféu sem relações com os sistemas de campeonatos anteriores (tais como a "Bola de Cristal" troféu que tinha sido regularmente apresentada após as finais da AFCA desde a década de 1990).
A CFP não é oficialmente reconhecida pela NCAA, a entidade reguladora do esporte universitário nos EUA. Devido a isso, da Divisão I da FBS de futebol é a única, na NCAA, na qual o reconhecimento oficial da NCAA de Campeonato Nacional não é dado.